# Wenslingen
Wenslingen is een gemeente en plaats in het Zwitserse kanton Basel-Landschaft, en maakt deel uit van het district Sissach.
Wenslingen telt 712 inwoners.